# آپ‌کد
در علوم رایانه، کد دستور (به انگلیسی: Operation Code) یا آپکد (به انگلیسی: Opcode) بخشی از مجموعه دستورالعمل‌های زبان ماشین است که مشخص می‌کند چه دستوری باید توسط پردازنده اجرا شود.

## معماری مجموعه دستورالعمل
مشخصات و فرمت آپکدها در معماری مجموعه دستورالعمل‌های پردازنده (که ممکن است واحد پردازش مرکزی یا یک واحد پردازش تخصصی‌تر باشد) تعریف می‌شود. به غیر از خود آپکد، یک دستورالعمل نیز به‌طور معمول دارای یک یا چند کد مشخص‌کننده برای عملوندها است که تعیین می‌کند دستور باید بر روی کدام عملوند (به عنوان مثال داده‌ها) اعمال شود؛ اگر چه آپکد ممکن است چندین عملوند ضمنی داشته باشد یا هیچ عملوندی نداشته باشد. مجموعه دستورالعمل‌هایی با زمینه‌های تقریباً یکسان برای آپکدها و تعیین‌کننده‌های عملوند وجود دارند و همچنین برخی دیگر از مجموعه دستورالعمل‌ها هستند (برای مثال معماری ایکس۸۶) که ساختاری پیچیده‌تر با طول کد متنوع دارند.
بسته به معماری مورد استفاده، عملوندهای آپکد ممکن است مقادیر یک ثبات، پشته، حافظه، درگاه‌های ورودی/خروجی و… باشند که با حالت آدرس‌دهی سادهٔ یا پیچیدهٔ مختص آن معماری قابل تعیین و دسترسی است. انواع دستورها شامل محاسباتی، انتقال داده، منطقی، کنترل برنامه و دیگر دستورهای خاص (مانند سی‌پی‌یوآی‌دی) است.

## زبان اسمبلی
اسمبلی که یک زبان برنامه‌نویسی سطح پایین است، از یادیاری (به انگلیسی: mnemonics)، دستورالعمل‌ها و عمل‌گرها برای نشان دادن کد ماشین استفاده می‌کند. این روش باعث افزایش خوانایی کد، ضمن اشراف کامل و کنترل دقیق بر دستورالعمل‌های ماشین می‌شود. در حال حاضر بیشتر برنامه‌نویسی‌ها با استفاده از زبان‌های برنامه‌نویسی سطح بالا انجام می‌شود که نوشتن و خواندن کد آن‌ها راحت‌تر است؛ این برنامه‌ها برای اجرایی شدن باید توسط مفسرها به زبان ماشین ترجمه شوند.